# Nakayama Makoto
Makoto Nakayama (sinh ngày 18 tháng 1 năm 1978) là một cầu thủ bóng đá người Nhật Bản.

## Sự nghiệp câu lạc bộ
Makoto Nakayama đã từng chơi cho JEF United Ichihara.